# Мечеть Імама
Мечеть Імама (перс. مسجد امام — masjed-e emam), колишня Мечеть Шаха — найбільша мечеть Ісфахана, розташована з південного боку Площі Імама. Будівництво розпочато в 1611 р., закінчено — в 1641 р. Внутрішні стіни мечеті оформлені унікальними малюнками, мозаїкою, орнаментом і в'язью. Загальна площа мечеті — 20000 м². Висота мінаретів — 42 м, а головного купола — 52 м, що робить Мечеть Імама найвищою спорудою в усьому місті.
Найбільший інтерес туристів викликає унікальна акустика усередині мечеті: конструкція стін дозволяє почути людський шепіт з протилежного кута.